# Tatra T7

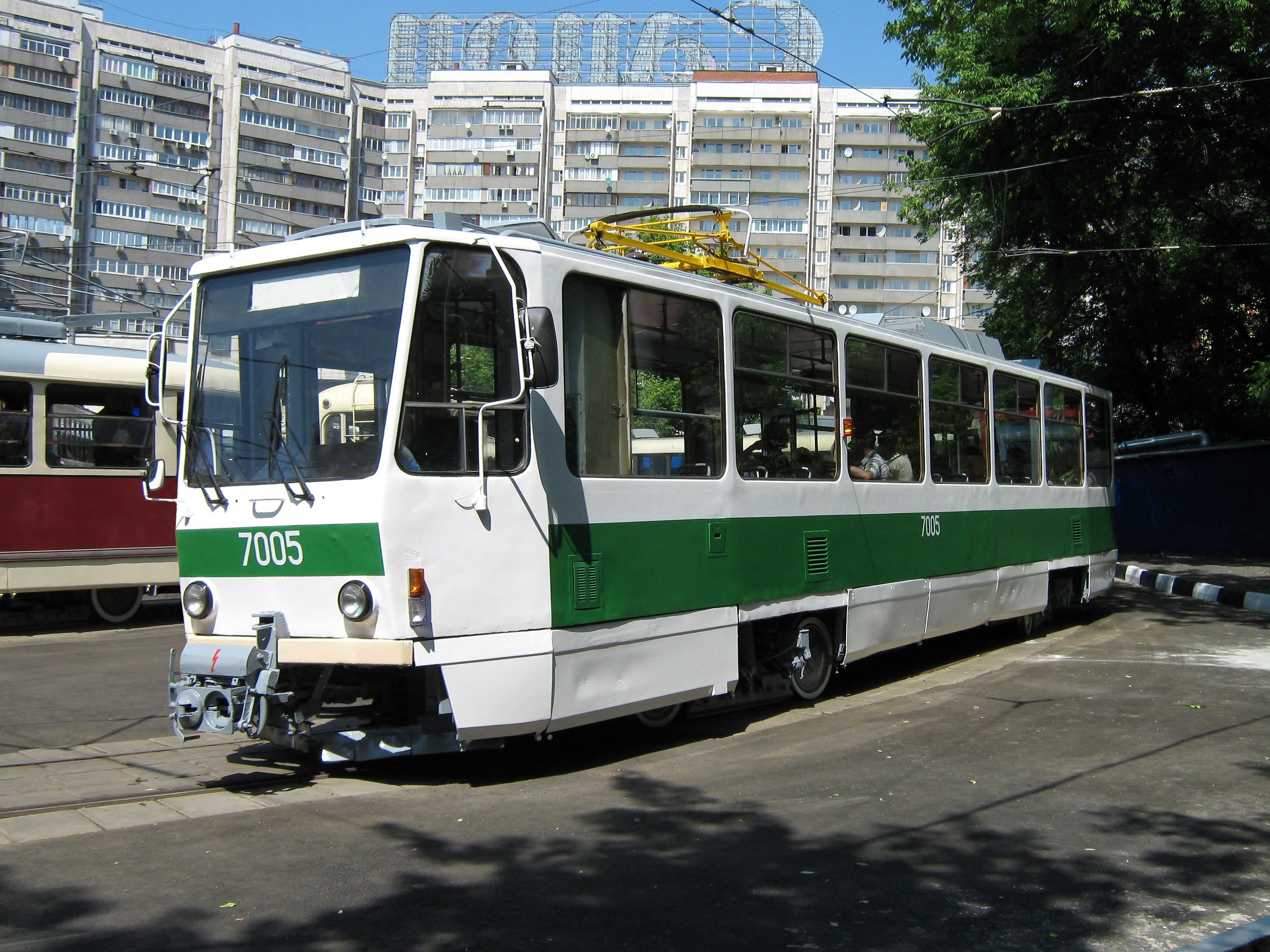
Jeden ze šesti vozů typu Tatra T7B5 v Moskvě

Tatra T7 je sedmou (a poslední) generací standardních čtyřnápravových tramvají, které byly vyráběny podnikem ČKD Tatra.

## Konstrukce
Jedná se o standardní čtyřnápravové jednosměrné motorové tramvajové vozy, jejichž design pochází z předchozího typu Tatra T6, respektive od jeho předchůdce T5. Vozy T7 byly vyráběny na přelomu 80. a 90. let 20. století.

## Varianty
Na rozdíl od šesté generace, kde byly realizovány celkem čtyři varianty, byly tramvaje T7 vyrobeny pouze v jednom podtypu, který byl označen jako Tatra T7B5.